# Dihotomija
Dihotomija (grč. διχο - na dva dijela + τομία — rezanje, sječenje)) označava podjelu cjeline na dva, nepreklapajuća dijela. Podjela koja sadrži dva člana (biparticija, lat. bipartitio).
Logička podjela na dva člana. 
Račvanje nekih biljaka u dva smjera (kraka) u botanici, npr. stablo i korijen.